# Cutty Sark
A Cutty Sark a világ egyik leghíresebb teaszállító vitorlás hajója. Vízre bocsátásakor a világ legfejlettebb technológiájú kereskedelmi hajója volt, mely különlegesen ívelt, keskeny hajótestének és hatalmas vitorla felületének köszönhetően, folyamatosan megdöntötte a sebességi rekordokat. Az utolsó fennmaradt teaszállító klipper, a brit kereskedelmi tengerhajózás első számú jelképe, az Egyesült Királyság egyik legnagyobb nemzeti kincse.1948-óta Greenwich szárazdokkjában áll. A UNESCO világörökség részét képező Maritime Greenwich régiójához tartozó múzeumhajó, hosszú felújítás után 2012 óta újra látogatható.

## Története
John „Jock” Willis – akit „fehér kalapos Willis”-ként is ismertek, állandóan viselt, jellegzetes kalapja miatt – apjától örökölte meg londoni hajózási cégét. Az ő megrendelésére tervezte a Cutty Sarkot Hercules Linton, és 1869-ben a skóciai Dumbartonban a Scott & Linton cég kezdte el építését. A cég azonban csődbement, és a hajót már a William Denny & Brothers nevű cég fejezte be.
A teakereskedelemben a sebesség jelentette a legtöbbet. Annak a hajónak a tulajdonosa, aki a szezon első teaszállítmányával eljutott Kínából Angliába, óriási profitot szerezhetett. A Cutty Sarkot éppen ilyen gyors hajónak építették különlegesen ívelt, keskeny formájával és a rendkívül nagy vitorlafelülettel.

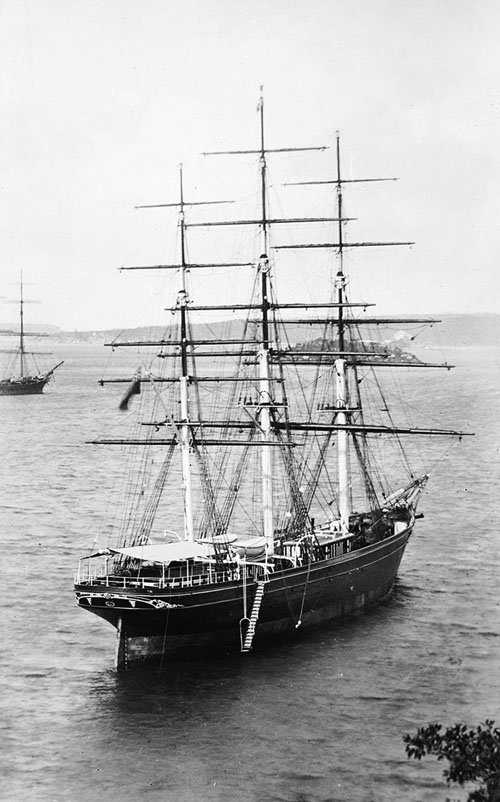
A Cutty Sark Sydney kikötőjében (1885-94)

1870 –re, mire elindult első útjára az addigi teakereskedelmet bonyolító kínai vitorlások végnapjaikat élték. Akkoriban nyitották meg a Szuezi-csatornát, mely a gőzösöknek óriási előnyt jelentett, a vitorlásokkal ellentétben nem kellett megkerülniük a Jóreménység fokát hanem a csatornán keresztül rövidíthették az utat. A Cutty Sark volt a vitorlások egyik nagy túlélője, mely még jó ideig szállított árut világszerte.
Vízre bocsátását követően, 1872-ben vívta legemlékezetesebb „csatáját” a konkurens Thermopylae nevű hajóval. Június 17-én indult Woosungból és augusztus 7-ére már jó 400 mérföldes előnyre tett szert. Sajnos kormánylapátja eltört, de ahelyett, hogy kikötött volna a javítás érdekében, a legénység kétszer is megjavította a viharos tengeren, és folytatták a versenyt. A hajó végül október 19-én, 122 nappal indulása után, és csupán egy héttel a Thermopylae után elérte Anglia partjait.
A Cutty Sark összesen nyolc alkalommal járta meg a Kína-Anglia távot 1870 és 1878 között, ahonnan elsősorban teát és gyapotot, aztán szenet szállított Japánból Kínába, jutát Manilából New Yorkba, majd 1883 és 1895 között az ausztrál gyapjúkereskedelemben jeleskedett. 1885-ben Richard Woodget kapitány irányításával a Sydney-London távot rekordidő, 67 nap alatt tette meg. Feljegyezték, hogy 1889-ben a Cutty Sark még a híres Britanniát is elhagyta.
Végül azonban a vitorlás hajóknak át kellett adniuk helyüket a gőzhajóknak, melyek ugyan nem voltak gyorsabbak, de keskenységüknek köszönhetően átfértek a Szuezi-csatornán. 1895-ben „Fehér kalapos Willis” is eladta a Cutty Sarkot a portugál Ferreira cégnek, és ezután a hajót „újrakeresztelték”: először a Ferreira aztán a Maria do Amparo nevet viselte. A Ferreira cégnél a hajó – Rio de Janeiro , New Orleans, Mozambik, Angola és Britannia között – egész 1922-ig dolgozott, amikor egy Fokváros-környéki viharban árbócát vesztette.

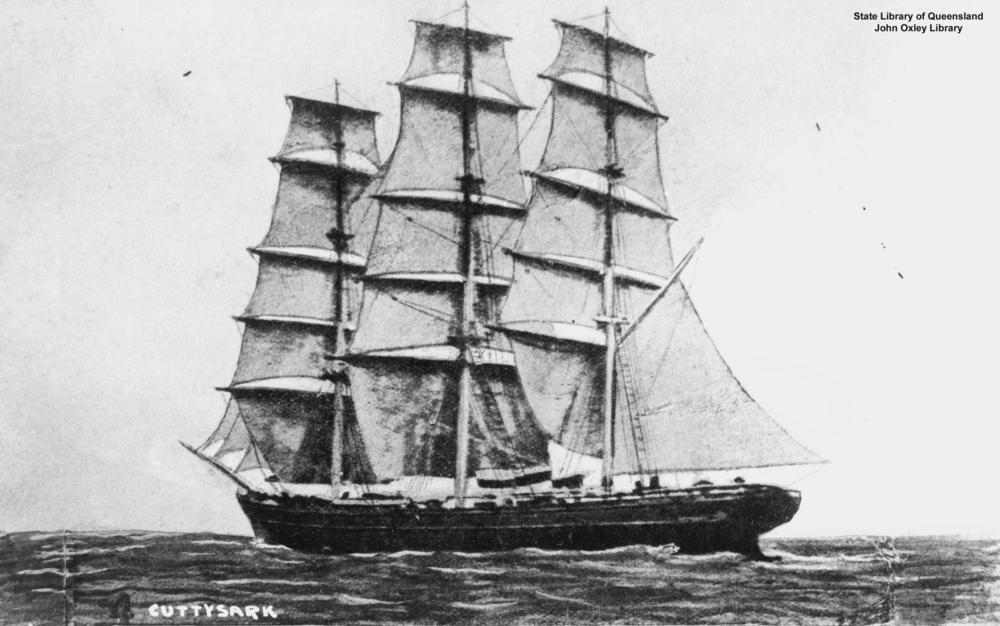
A Cutty Sark teljes vitorlázattal (1916 körül)

Egy nyugdíjas tengerész, Wilfred Dowman figyelt fel rá, amikor Falmouth_-ban javították, és elhatározta, hogy „megmenti”. Megvásárolta és a hajó ezt követően kadét-képző hajóként működött. Utolsó tengeri útját 1938-ban tette meg, amikor Dowman özvegye a hajót a Temze-parti greenhithe-i Tengerhajózási Kiképző Iskolának ajándékozta.
1952-ben a Nemzeti Tengerészeti Múzeum (National Maritime Museum) igazgatójának, Frank Carrnak a vezetésével megalakult a Cutty Sark Megőrzési Társaság, amit Edinburgh hercege is támogatott. A hajót szárazdokkba helyezték el Greenwichben, és három évnyi munkával eredeti fényében felújították. 1957-ben maga a királynő nyitotta meg hivatalosan, majd az ezt követő években 15 millió ember nézte meg. A hajó állaga azonban romlani kezdett, egyes részei a sós víztől súlyosan korrodálódtak, ezért restaurálása nem tűrt halasztást. (Hiszen akkor már 130 éves is elmúlt, holott eredetileg 30 évnyire volt tervezve élettartama.)
A 20. század végére a hajó igen rossz állapotba került, a felújítása égetően sürgőssé vált. A hajó igen rossz állapota ugyanis azzal fenyegetett, hogy a hajótest összerogy a saját súlya alatt. A fa palánkozás alatt a vasbordázat annyira elkorrodált, hogy egyre kevésbé volt alkalmas arra, hogy megtartsa önmagát.

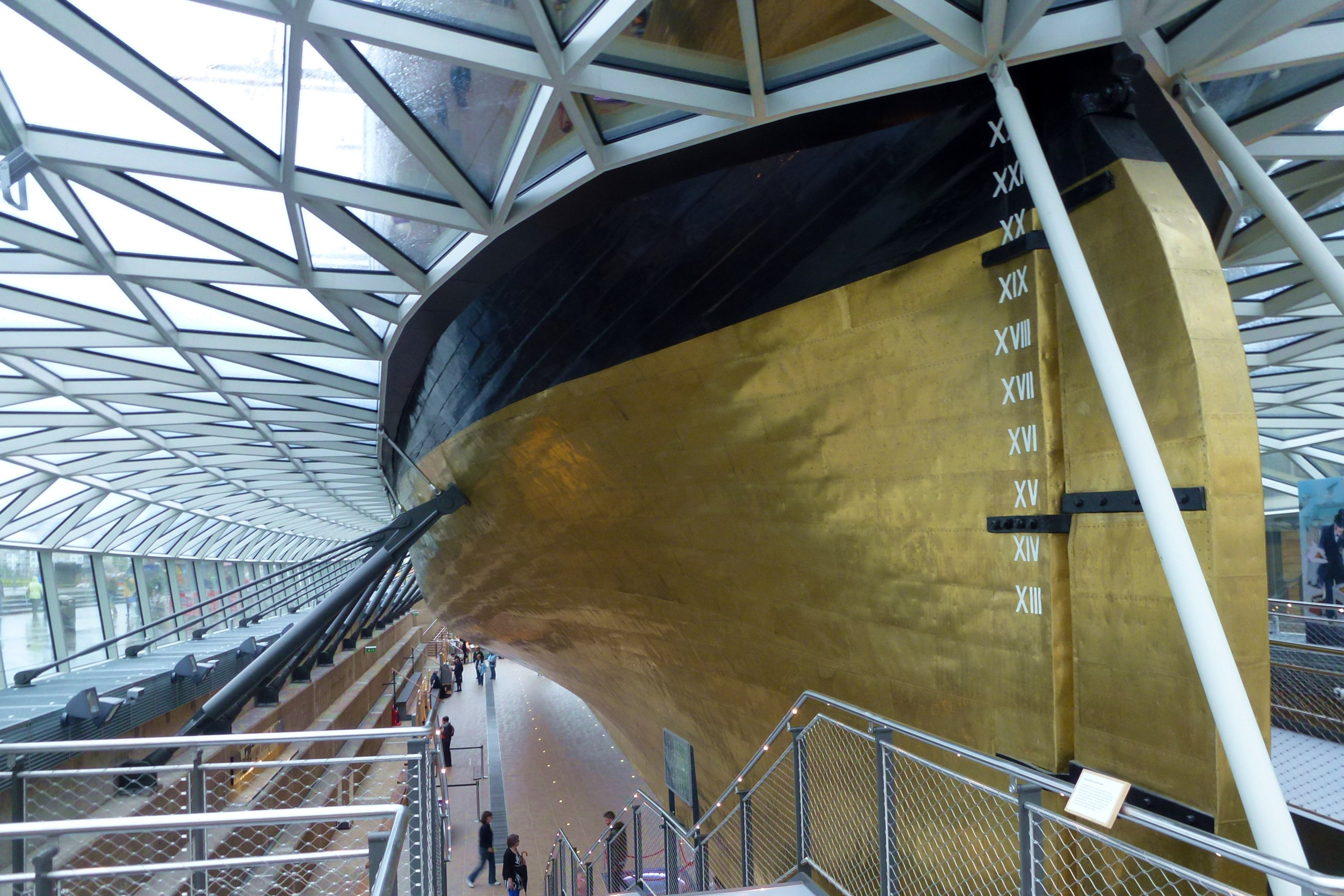
A felújított Cutty Sark 3 méter magasra felemelve, az üveg-acél szerkezetű látogatótérben (2012)

A felújítási munkákat végző Grimshaw cég 2004-ben azzal az ötlettel állt elő, hogy 3 méterrel emeljék meg a hajótestet, ezzel tehermentesítik az 50 éve a szárazdokk betonján fekvő gerincet és a teljes vázszerkezetet, valamint ez lehetővé tenné azt, hogy a hajó alatt is kiállítási területet alakíthassanak ki, s a látogatók alulról is megcsodálhassák a hajótest fantasztikusan karcsú alakját. Ez megoldotta a hajótest gyengeségéből adódó legnagyobb konstrukciós problémát! Az ötletelés azonban nem állt meg ezen a ponton. A tervező olyan üveg-acél szerkezetű kupolát álmodott a hajó köré, amely a vízvonalon körülveszi a hajót, mintegy üvegtengerbe zárva azt a hátralévő életére. Ezzel együtt a hajó alatti kiállítói teret is lefedték. Végül is ez az elképzelés vált valóra azzal szemben, hogy visszategyék a hajót a vízre.  A felújítás 2006 novemberében kezdődött el.
2007. május 21-én hajnalban a felújítás közben egy túlmelegedett porszívó miatt
tűz ütött ki a csupasz hajótesten, súlyos károkat okozva, főképpen a hajótest középső részében. Ennek ellenére sikerült megmenteni a hajót, és folytatódott a felújítás.
A hajó jelentős része nem pusztult el, és az éppen folyó restaurálási munkák miatt, eredeti felszerelésének zöme (így az árbócok, a kormánykerék és a híres orrdísz) sem volt a hajótestben, így a restaurálás folytatódhatott.
A Cutty Sark klipper új életre kelt: 2012. április 25-én az angol királynő az Edinburgh-i herceg kíséretében hivatalosan megnyitotta a Nemzeti Tengerészeti Múzeum részét képező Cutty Sark múzeumhajót.

## Nevének eredete

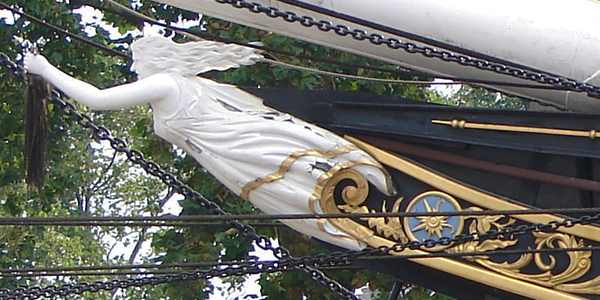
Nannie boszorkány, a Cutty Sark orrdísze

A hajó nevét, a később Robert Burns által is versbe foglalt Tam O'Shanter régi skót legendájában szereplő, fürgejárású boszorkány, Nannie Dee által viselt jellegzetes, rövid női ingről (cutty sarkról) kapta. A Cutty Sark orrdísze, a „Nannie” – ezt az alakot ábrázolja, melyet a hajót is tervező Hercules Linton tervezett, és F. Hellyer of Blackwall faragott ki.